# Михайло (Сигізмунд) Вишневецький
Михайло (або, менш імовірно, Сигізмунд) Вишневецький (пол. Michał czy Zygmunt Wiśniowiecki; нар. близько 1540 — пом. в жовтні 1552) — син руського князя Івана Михайловича Вишневецького од 2-ї дружини, сербської деспотівни Марії Магдалини Бранкович. Знаний головно тим, що загинув унаслідок нещасного випадку. 

## Життєпис
З самого малку він виховувавсь при дворі Сигізмунда II Августа й належав до ґрона його особистих пажів. Наприкінці вересня 1552 року пахолок звично супроводжував короля під час поїздки із Гданська до Литви через Кенігсберг (Королевець), в котрім той лишивсь на тиждень й був гостинно прийнятий герцогом прусським Альбрехтом Гогенцоллерном. Та коли однієї днини господарі із почетом рушили на огляд овечих пасовищ й пушкарю було наказано дати постріл з мортири: куля влучила прямісінько в голову Вишневецького, що стояв обік господаря, держачи шефелін (спис). Бризки його розтрощеного мозку розлетілись врізнобіч, трапили вони й на Сигізмундове вбрання. Той, однак, зберіг самовладання, хоча йому самому загрожувала не менша небезпека. Ба більше, він великодушно попрохав герцога простити пушкарю, розуміючи, що це — трагічний випадок, а не умисне діяння; та попри все, Гогенцоллерн звелів того стратити.
Хроністи XVI сторіччя, насамперед Йоахим Бельський, описуючи подію, безпосередньо не вказували ймення Вишневецького. Сигізмундом його вперше називає Каспер Несецький, з подачі якого версія набула широкого поширення, тоді як Мацей Стрийковський, що був добре знайомий із Вишневецькими, зазначає, що хлопчика звали Михайлом. Про те, що Іван мав сина Михайла, свідчить і пом'яник Києво-Печерського монастиря.